# Lean on Me
«Lean on Me» es una canción originalmente compuesta e interpretada por Bill Withers, lanzada en 1972 como primer disco sencillo de su segundo álbum, Still Bill. Fue la primera canción de soul en alcanzar el primer puesto en el Billboard Hot 100. También alcanzó el puesto 205 en la lista de las 500 mejores canciones de todos los tiempos según la revista Rolling Stone. Varios miembros del grupo Watts 103rd Street Rhythm Band participaron en la sesión de grabación.
Esta canción suena al final del capítulo 2 de la temporada 7 de Los Simpson, El hombre radioactivo y en el capítulo final de la temporada 1 de Amphibia.

## Personal
- Bill Withers - piano, voz
- Benorce Blackmon - guitarra
- Melvin Dunlap - bajo
- James Gadson - batería
- Raymond Jackson - piano eléctrico, arreglos de cuerdas

## Canciones
Sencillo en 7"
1. «Lean on Me» - 3:45
2. «Better Off Dead» - 2:13

## Listas
| Lista (1972)                       | Pico de posición |
| ---------------------------------- | ---------------- |
| Canadá (RPM Top Singles)           | 20               |
| Estados Unidos (Billboard Hot 100) | 1                |
| Estados Unidos (Hot Soul Singles)  | 1                |
| Estados Unidos (Easy Listening)    | 4                |
| Reino Unido (UK Singles Chart)     | 18               |

| Predecesor: «Song Sung Blue» por Neil Diamond        | Billboard Hot 100 - Sencillos número uno 8 de julio de 1972-22 de julio de 1972 (3 semanas) | Sucesor: «Alone Again (Naturally)» por Gilbert O'Sullivan |
| Predecesor: «Woman's Gotta Have It» por Bobby Womack | Best Selling Soul Singles - Sencillos número uno 24 de junio de 1972                        | Sucesor: «Outa-Space» por Billy Preston                   |

## Versiones
"Lean on Me" fue interpretada por diversos artistas, incluyendo a Mud (1976), Al Jarreau (1985), The Housemartins (1986), Club Nouveau (1987), DC Talk (1992), Michael Bolton (1993), Anne Murray (1999), 2-4 Family (1999), Howe Gelb (bajo el título "B 4 U (Do Do Do)", en su disco The Listener, 2003), Bonnie Tyler (2003), Mitchel Musso (para la banda sonora de Snow Buddies, 2008), The Temptations, Seal (2011); Kid Rock, Sheryl Crow y Keith Urban versionaron la canción en 2010 para el teletón Hope for Haiti Now: A Global Benefit for Earthquake Relief.

## Versión de Club Nouveau
Club Nouveau grabó su versión de la canción para su álbum Life, Love & Pain y se mantuvo número uno en 1987 por dos semanas en el Billboard; también alcanzó entrar en la lista del Dance/Club Play Songs, y en el puesto 9 en el German Singles Chart. Además se alzó con el Premio Grammy a la Mejor canción de R&B. 

### Canciones
Sencillo 7"
1. «Lean on Me» 3:58
2. «Pump It Up (Lean on Me)» (Reprise) 2:38

Sencillo 12"
1. «Lean on Me» (Remix) 7:42
2. «Lean on Me» (LP Versión) 5:56
3. «Pump It Up (Lean on Me)» (Remix) 4:51
4. «Pump It Up (Lean on Me)» (Reprise - LP Version) 2:38

### Listas
| Lista (1987)                          | Mejor posición |
| ------------------------------------- | -------------- |
| Alemania (Offizielle Deutsche Charts) | 9              |
| Austria (Ö3 Austria Top 40)           | 22             |
| Bélgica (Flandes) (Ultratop 50)       | 12             |
| Canadá (RPM Top Singles)              | 1              |
| Estados Unidos (Billboard Hot 100)    | 1              |
| Estados Unidos (Hot Dance Club Play)  | 1              |
| Estados Unidos (Hot Black Singles)    | 2              |
| Irlanda (IRMA)                        | 5              |
| Nueva Zelanda (Recorded Music NZ)     | 1              |
| Países Bajos (Dutch Top 40)           | 5              |
| Reino Unido (UK Singles Chart)        | 3              |
| Suiza (Schweizer Hitparade)           | 7              |

| Predecesor: "Jacob's Ladder" por Huey Lewis and the News | Billboard Hot 100 — Sencillo Nro 1 21 de marzo de 1987-28 de marzo de 1987 (2 semanas) | Sucesor: "The Telephone Call" por Kraftwerk        |
| Predecesor: "Looking for a New Love" por Jody Watley     | Billboard Hot Dance Club Play — Sencillo Nro 1 18 de abril de 1987                     | Sucesor: "The Telephone Call" por Kraftwerk        |
| Predecesor: "Nothing's Gonna Stop Us Now" por Starship   | RPM Top Singles — Sencillo Nro 1 11 de abril de 1987-25 de abril de 1987               | Sucesor: "Don't Dream It's Over" por Crowded House |
| Predecesor: "Don't Dream It's Over" por Crowded House    | New Zealand Singles Chart — Sencillo Nro 1 1 de mayo de 1987-5 de junio de 1987        | Sucesor: "Livin' on a Prayer" por Bon Jovi         |